# Tempo de prateleira
Tempo de prateleira é o termo utilizado no comércio para designar o tempo de vida útil de um produto perecível. Pode ser, por exemplo, o período de tempo no qual o alimento apresenta e conserva as características organolépticas que o caracterizam.
A previsão da vida-de-prateleira não é uma tarefa fácil e de resultado preciso. Contudo, é sempre útil ter o máximo de informações sobre o alimento a ser conservado, conhecendo-se de preferência o mecanismo e a cinética das principais reações de deterioração. A vida útil de um produto é informação estratégica de uma empresa, que pode gerenciar melhor sua distribuição e informar, de forma mais adequada, as condições de sua conservação aos consumidores.